# Grace (musikgrupp)
Grace var en svensk popgrupp som var aktiv i slutet av 1980-talet. 
Sångare var Chris Lancelot (egentligen Krister Linder). Övriga medlemmar var Erik Holmberg, Claus Bergwall, Roger Hansson, Mikael Lundgren och Janne Persson. 
Gruppens största hit var singeln "Ingen kan älska som vi" (1988), som även var ledmotivet till Staffan Hildebrands film med samma namn 1988. 
Grace gav även ut singeln "Half of Me/Biko" (1989) där B-sidan var en cover på Peter Gabriels låt "Biko" inspelad live under Amnesty Internationals artistgala på Stockholms Konserthus den 18 februari 1989. På denna låt medverkade även bland andra Thomas Di Leva, Paul Fried, Gunnar Idenstam, Björn J:son Lindh, Janne Schaffer och Monica Törnell. Samtliga medverkande skänkte sina gager till Amnesty International.
Linder och Holmberg bildade senare gruppen Dive.